# Генрисін (Новодворський повіт)
Генрисін (пол. Henrysin) — село в Польщі, у гміні Закрочим Новодворського повіту Мазовецького воєводства.
Населення — 157 осіб (2011).
У 1975-1998 роках село належало до Варшавського воєводства.

## Демографія
Демографічна структура станом на 31 березня 2011 року:
|          | Загалом | Допрацездатний вік | Працездатний вік | Постпрацездатний вік |
| -------- | ------- | ------------------ | ---------------- | -------------------- |
| Чоловіки | 77      | 18                 | 48               | 11                   |
| Жінки    | 80      | 13                 | 39               | 28                   |
| Разом    | 157     | 31                 | 87               | 39                   |